# Stegolepis guianensis
Stegolepis guianensis är en gräsväxtart som beskrevs av Johann Friedrich Klotzsch och Friedrich August Körnicke. Stegolepis guianensis ingår i släktet Stegolepis och familjen Rapateaceae. Inga underarter finns listade i Catalogue of Life.

## Bildgalleri

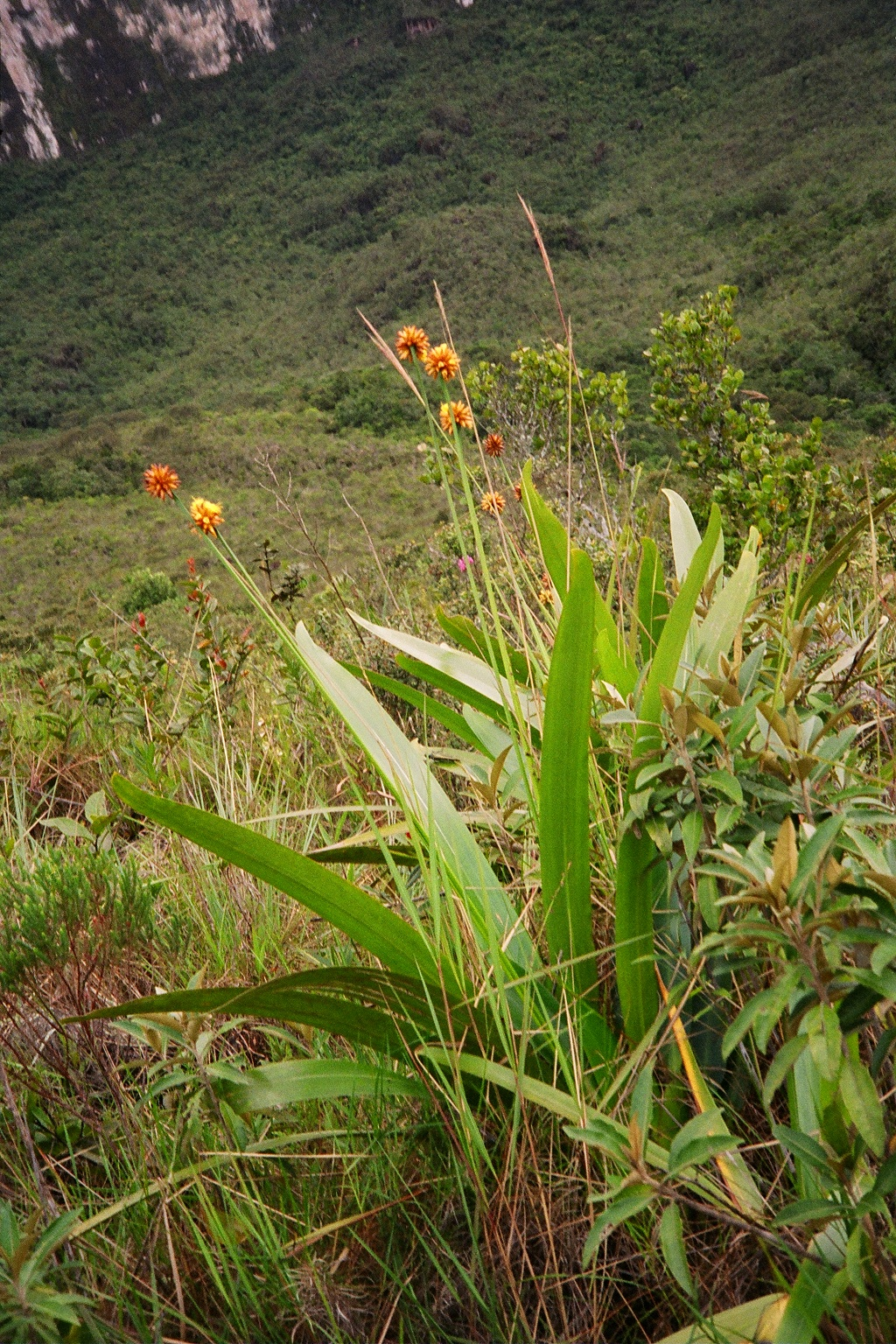
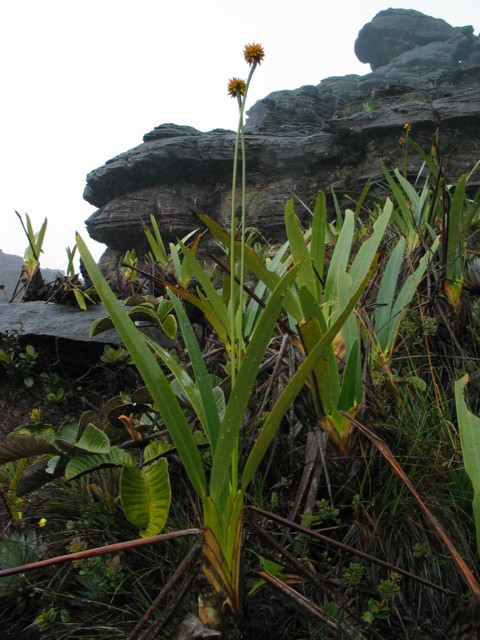
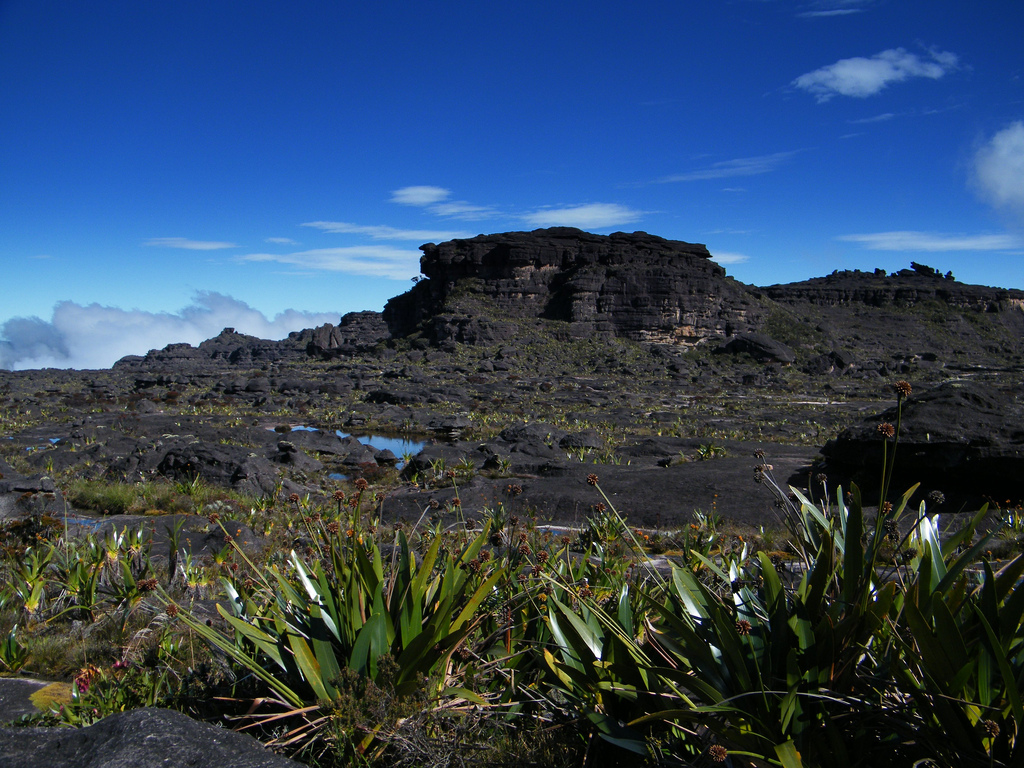
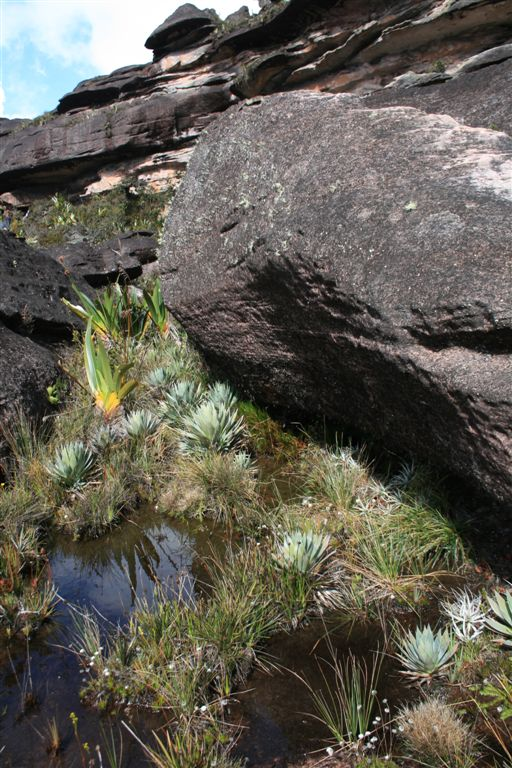
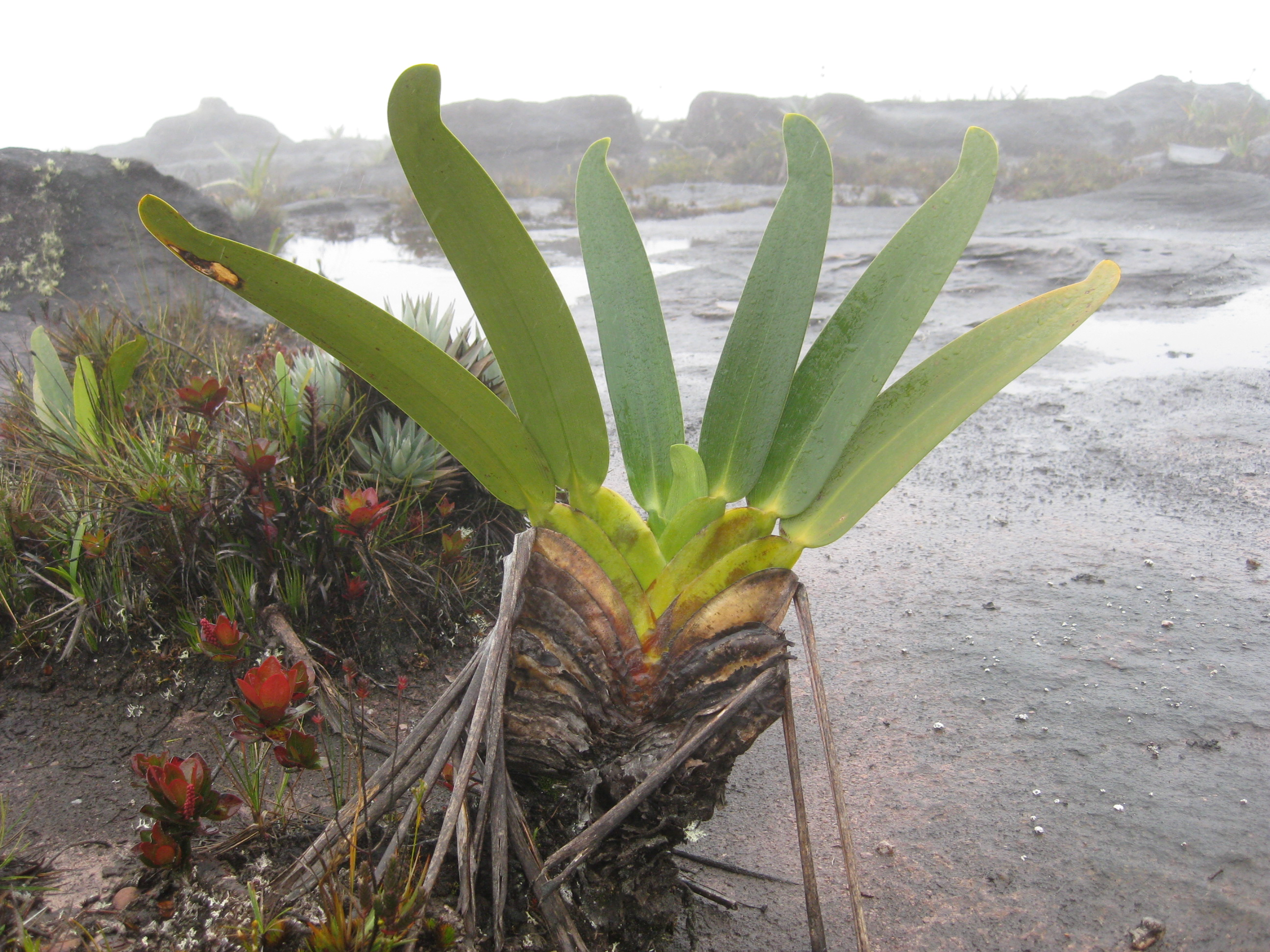